# Patinage de vitesse aux Jeux olympiques de 2018 - 5 000 mètres femmes
Navigation
Sotchi 2014 Pékin 2022
Le 5 000 mètres féminin de patinage de vitesse aux Jeux olympiques d'hiver de 2018 a lieu le 16 février 2018 à 20 h 00 à l'Ovale de Gangneung.

## Médaillées
| Or                      | Argent                                 | Bronze                          |
| Esmee Visser (Pays-Bas) | Martina Sáblíková (République tchèque) | Natalya Voronina (Russie (OAR)) |

## Résultats
| Rang                                | Couple | Couloir | Athlète                | Nationalité        | Temps         | Retard    | Notes |
| ----------------------------------- | ------ | ------- | ---------------------- | ------------------ | ------------- | --------- | ----- |
| Médaille d'or, Jeux olympiques      | 4      | O       | Esmee Visser           | Pays-Bas           | 6 min 50 s 23 | –         | TR    |
| Médaille d'argent, Jeux olympiques  | 6      | O       | Martina Sáblíková      | République tchèque | 6 min 51 s 85 | + 1 s 62  |       |
| Médaille de bronze, Jeux olympiques | 6      | I       | Natalya Voronina       | Russie (OAR)       | 6 min 53 s 98 | + 3 s 75  |       |
| 4                                   | 1      | I       | Annouk van der Weijden | Pays-Bas           | 6 min 54 s 17 | + 3 s 94  |       |
| 5                                   | 5      | I       | Ivanie Blondin         | Canada             | 6 min 59 s 38 | + 9 s 15  |       |
| 6                                   | 3      | O       | Isabelle Weidemann     | Canada             | 6 min 59 s 88 | + 9 s 65  |       |
| 7                                   | 1      | O       | Maryna Zuyeva          | Biélorussie        | 7 min 04 s 41 | + 14 s 18 |       |
| 8                                   | 5      | O       | Claudia Pechstein      | Allemagne          | 7 min 05 s 43 | + 15 s 20 |       |
| 9                                   | 4      | I       | Misaki Oshigiri        | Japon              | 7 min 07 s 71 | + 17 s 48 |       |
| 10                                  | 2      | I       | Jelena Peeters         | Belgique           | 7 min 10 s 26 | + 20 s 03 |       |
| 11                                  | 2      | O       | Carlijn Schoutens      | États-Unis         | 7 min 13 s 38 | + 23 s 05 |       |
| 12                                  | 3      | I       | Nana Takagi            | Japon              | 7 min 17 s 45 | + 27 s 22 |       |

O = Couloir extérieur
I = Couloir intérieur

TR = Record de piste